# أراش فردوسي
أراش فردوسي (بالفارسية: آرش فردوسی)، من مواليد 7 أكتوبر 1985) هو رجل أعمال ملياردير إيراني أمريكي. وهو المؤسس المشارك لـ دروبوكس.

## النشأة والتعليم
ولد فردوسي في أوفرلاند بارك، كانساس، الولايات المتحدة في 7 أكتوبر 1985، وهو ابن المهاجرين الإيرانيين غلام فردوسي (مواليد 1950) وتهمينه «تامي» فريدازار (مواليد 1959). والد فردوسي كان سمسار رهن عقاري وهو من مواليد تبريز في شمال غرب إيران. التقى والديه وتزوجا في عام 1984، عندما كانا طلاباً في جامعة سنترال ميسوري وجامعة ميسوري- كانساس سيتي. استقروا في الولايات المتحدة بعد الثورة الإيرانية عام 1979.
التحق بمدرسة Blue Valley Northwest الثانوية، وهي مدرسة ثانوية عامة في أوفرلاند بارك، وتخرج منها وكان الأول على فصله عام 2004. استمر فردوسي في دراسة الهندسة الكهربائية وعلوم الكمبيوتر في معهد ماساتشوستس للتكنولوجيا (MIT)، حيث خرج من برنامجه في عامه الأخير للتركيز على عمله.

## مهنة
أطلق فردوسي دروبوكس في يونيو 2007 مع شريكه التجاري درو هيوستن في معهد ماساتشوستس للتكنولوجيا. في سبتمبر 2007، نقل فردوسي شركته إلى سان فرانسيسكو وجمع رأس المال الاستثماري من سكويا كابيتال، أكسل بارتنرز، واي كومبينيتر، وعدد قليل من المستثمرين الأفراد.  في مارس 2018، خضعت دروبوكس لطرح عام أولي حيث قدرت الشركة بحوالي 9.2 مليار دولار أمريكي.
من تأسيس الشركة في يونيو 2007 وحتى أكتوبر 2016 شغل فردوسي منصب كبير مسؤولي التكنولوجيا (CTO) في دروبوكس. وبقي عضوًا في فريق إدارة دروبوكس ومجلس الإدارة.

## الجوائز والاشادات
- شركة إنك سميت فردوسي في قائمة رواد الأعمال لعام 2011 «30 تحت 30». [4]
- صنفته مجلة فورتشن في قائمة «40 تحت 40» لعام 2011.[8]
- منحت تك كرانش فردوسي كرانشي عن «مؤسس العام».[9]